# 克魯蒂利夫
49°13′46″N 26°11′55″E / 49.22944°N 26.19861°E
克魯蒂利夫（羅馬化：Krutyliv）是烏克蘭的村落，位於該國西部捷爾諾波爾州，由喬爾特基夫區負責管轄，處於茲布魯奇河畔，距離卡拉哈里夫卡4.5公里，始建於1750年，面積0.61平方公里，2001年人口45。